# Analiza modurilor de defectare și a efectelor lor
Analiza modurilor de defectare și a efectelor lor  (AMDE) este o procedură sistematică pentru analiza unui sistem (a întregului sistem sau doar a unui ansamblu, subansamblu sau a unei componente ) în scopul identificării modurilor de defectare potențiale, a cauzelor și efectelor fiecărei defectări asupra funcționării sistemului. O definiție întrucâtva diferită a fost formulată de Goddard Space Flight Center (USA) : FMEA este o procedură prin care fiecare mod credibil de defectare a fiecărui item de la nivelul inferior de descompunere până la cel mai înalt nivel este analizat pentru a determina efectele asupra sistemului și a clasifica fiecare mod potențial de defectare, în conformitate cu severitatea efectului său. Echivalențele acestei proceduri sunt: în engleză failure mode, and effects analysis -FMEA; în franceză analyse des modes de défaillance et de leurs effets -AMDE. Această procedură a fost elaborată de inginerii experți în fiabilitate în anii '50-'60 pentru a studia problemele care pot apare din defectele de funcționare ale sistemelor militare și în proiectele NASA  de asigurare a unei disponibilități maxime a echipamentelor militare strategice. Programele NASA care au folosit variante FMEA au fost: Apollo, Viking, Voyager, Magellan și Skylab. Ulterior, această  procedură/metodă începe să fie aplicată și în alte domenii, mai ales în industria de automobile, la mijlocul anilor '70. În prezent este folosită în procesarea semiconductoarelor, în industria agro-alimentară, chimie, în industria materialelor plastice, software, în spitale, laboratoare medicale, sisteme școlare etc. 

## Obiectivele AMDE
În mod ideal, AMDE este condusă în fazele de dezvoltare a proiectului produsului sau procesului de fabricație a produsului, deși conducerea unei AMDE pentru produse existente și procese existente poate aduce, de asemenea, beneficii substanțiale. Procedura AMDE joacă un rol esențial în programele de asigurare a fiabilității. Analiza AMDE este o metodă inductivă care permite să se realizezeo analiză calitativă a fiabilității sau a siguranței în funcționare a unui sistem, de la un nivel funcțional inferior, până la cel mai înalt nivel al sistemului.
Obiectivele AMDE sunt orientate spre următoarele:
- identificarea efectelor și a succesiunii de evenimente provocate de fiecare mod cunoscut de defectare, la diferitele niveluri funcționale ale sistemului;
- detectarea cauzelor generatoare ale disfuncționalității componentelor sau sistemului în ansamblu;
- clasificarea modurilor de defectare cunoscute, după ușurința cu care pot fi detectate, diagnosticate, simulate și conform cu mijloacele implementate pentru a găsi soluții și a menține (prin mentenanță) sistemul în stare de funcționare;
- stabilirea scărilor/claselor de semnificație și de probabilitate a defectărilor, cu condiția de a dispune de informațiile necesare;
- analiza consecințelor asupra mediului, siguranței în funcționare sau valorii produsului;
- prevederea unor acțiuni corective de înlăturare a cauzelor de apariție a defectelor;
- dezvoltarea unui plan de îmbunătățire a proiectării produsului/procesului, pentru diminuarea aparițiilor potențiale ale modurilor de defectare;
- determinarea necesităților de tehnologizare și modernizare a proceselor de producție (pentru FMEA de proces).[2]

## Tipuri de analiză AMDE
Se deosebesc mai multe tipuri de AMDE de bază:
- AMDE funcțională;

- AMDE de proiect;
- AMDE de proces;
- AMDE pentru planuri de control;
- AMDE pentru mijloc de muncă/utilaj (Ion Verzea, op.cit. p. 68).

În literatura de specialitate se mai citează și varianta AMDE de servicii, precum și AMDE pentru software.
AMDE funcțională: după descompunerea ierarhică funcțională a sistemului pot fi evaluate funcțiunile elementelor de la diferitele niveluri, respectiv efectele defectărilor privind funcționarea, funcția sau starea unui element. Pot fi propuse măsuri de diminuare a defectărilor, pentru a limita consecințele defectărilor funcționale. Acest tip de FMEA poate fi folosit și pentru evaluarea unui software.
La  AMDE de proiect, se examinează proiectul produsului la nivelul ansamblului general și la niveluri inferioare (subansambluri, componente), pentru care este disponibilă informația pentru stabilirea definiției și descrierea funcțiilor. Acest tip de AMDE permite să se verifice dacă produsul în faza de proiect realizează toate funcțiunile pentru care este proiectat.
AMDE de proces urmărește prevenirea erorilor în proiectarea proceselor și a defectelor în desfășurarea acestora. Se urmărește evidențierea cauzelor pentru defectări potențiale în timpul fabricării sau asamblării, ca rezultat al neconcordanței cu intenția inițială a proiectului de proces, sau a cauzelor pentru nereușita realizării specificațiilor tehnice ale proiectului de proces. Atunci când AMDE se aplică la un proces de fabricație, procedura este cunoscută ca PAMDE. 
AMDE mijloc de muncă/utilaj este focalizat pe analiza mijloacelor de producție, în scopul  diminuării numărului de rebuturi, a ratei de defectare și în vederea creșterii fiabilității și disponibilității. Acest tip de AMDE permite să se anticipeze riscurile asociate cu nefuncționarea sau funcționarea anormală a unei mașini, utilaj etc.
Procedura AMDE (FMEA)  a fost extinsă prin dezvoltarea AMDEC (Analiza Modurilor de Defectare, a Efectelor și Criticității acestora), în engleză FMECA, procedură care include un mijloc de clasare a severității modurilor de defectare, în vederea stabilirii priorității contramăsurilor. AMDEC include criticitatea fiecărei defectări.
Procedura AMDEC este rezultatul a doi pași (sau două sub-analize): a) efectuarea AMDE; b) efectuarea analizei criticității. AMDE trebuie inițiată ca parte integrantă a procesului de proiectare a ansamblurilor funcționale ale sistemului și trebuie actualizată pentru a reflecta modificările în proiect, de la proiectul preliminar până la proiectul final.
Procedura pentru efectuarea FMECA a fost descrisă, inițial, în standardul militar american MIL-STD-1629A: Procedures for performing a failure mode, effects and criticality analysis. Department of Defense (USA), noiembrie 1980.

## Etapele procedurii  AMDE
Procedura AMDE trebuie aplicată în faza inițială a procesului de proiectare a produsului sau procesului. Procedura trebuie să fie utilizată pentru a defini considerațiile asupra testelor speciale, punctelor de inspecție a calității, acțiunile de mentenanță  preventivă, restricții operaționale, viața utilă (în perioada de maturitate) a produsului și alte activități necesare pentru a minimiza riscul de defectare
Pentru efectuarea AMDE  de proiect -produs trebuie parcurși următorii pași :
a) Definirea sistemului de analizat. Definirea completă a sistemului include identificarea funcțiilor interne și de interfețe, a performanțelor așteptate de la toate nivelurile de descompunere ierarhică a sistemului, a restricțiilor sistemului și definițiile defectelor. Un sistem poate fi descompus în sub-sisteme, până la cele mai mici elemente care nu se mai pot descompune sau piese separate componente. Nivelul de descompunere ales presupune să se dispună de cunoștințe aprofundate și sigure asupra modurilor de defectare ale elementelor.
b) Construirea diagramelor bloc. Diagramele bloc funcționale evidențiază toate funcțiile esențiale ale sistemului, relațiile reciproce și interdependențele funcționale ale ansamblurilor/subansamblurilor. În diagramă, blocurile sunt conectate între ele prin linii care reprezintă intrările și ieșirile fiecărei funcțiuni. Pot fi necesare mai multe diagrame care acoperă diferitele faze de funcționare a sistemului. Trebuie indicate interfețele sistemului. O dată ce proiectarea sistemului avansează se poate elabora o diagramă bloc a componentelor. Se recomandă ca diagramele să evidențieze toate legăturile în serie ale structurii și relațiile redundante dintre elemente. 
c) Se identifică toate modurile de defectare ale itemului/sistemului și interfețelor sistemului, cauzele lor precum și efectele lor asupra sistemului.
d) Se evaluează fiecare mod de defectare, în termenii celor mai rele consecințe potențiale care ar putea rezulta și se alocă diferitele categorii de clasificare a severității (gravității) efectelor finale.
e) Se identifică metodele și dispozițiile  de detectare a defectărilor și măsurile de compensare pentru fiecare mod de defectare. Aceste măsuri de compensare sunt prevederi care pot preveni sau micșora efectul unei defectări asupra sistemului, de exemplu prevederea unor elemente redundante care permit continuarea funcționării sistemului, dacă unul sau mai multe elemente se defectează.
f) Se  identifică acțiunile corective sau alte acțiuni necesare pentru a elimina defectul.
g) Se identifică efectele acțiunilor corective sau alte atribute ale sistemului, cum sunt cerințele pentru suportul logisticii.
h) Se elaborează raportul de analiză asupra AMDE și  se face o sinteză a problemelor care nu ar putea fi corectate în procesul de proiectare. Se identifică controalele specifice, necesare pentru a reduce riscul de defectare.

## Determinarea modului de defectare
În analiza fenomenelor de defectare, primul aspect considerat este identificarea modurilor de defectare anticipate. Modul de defectare reprezintă felul în care un element sau un sistem nu-și mai îndeplinește funcția pentru care a fost conceput. Un mod de defectare poate fi observat prin efectul pe care defectarea îl are asupra unui element al sistemului. Pot fi identificate următoarele moduri generale de generare a defectărilor:
- refuz de pornire: la un moment dat, sistemul tehnic care a fost anterior dezactivat rămâne oprit ("nu pornește', "nu demarează");
- refuz de oprire: la un moment dat, sistemul rămâne în stare de funcționare, refuză să-și înceteze funcționarea;
- pierderea funcției, în sensul că sistemul analizat se oprește în afara controlului utilizatorului. Pentru sisteme mecanice, acest mod de defectare se manifestă prin rupere, gripare, blocare etc.; pentru sisteme electrice, electronice, electromecanice pot apărea un scurtcircuit, arderea unei  componente etc.;
- funcționare intempestivă : sistemul își activează funcționarea în afara controlului utilizatorului; la sisteme electronice, de exemplu, la alarme, declanșare intempestivă; la sisteme hidraulice, fenomenul de "lovitură de berbec", sau "șoc hidraulic";
- funcționare degradată: fenomenele de uzură conduc la o degradare în timp a valorilor unor performanțe; pentru sisteme mecanice: jocuri, tensiune de strângere insuficientă; pentru sisteme electrice, electronice, electromecanice: perturbații, derivă parametru, uzură componentă etc.

Cauzele defectărilor. Cauza unei defectări reprezintă motivul pentru care apare evenimentul inițiator al defectului. (Termenul "defect" este folosit, în contextul de față, în locul termenului "defectare"). Logica analizei defectărilor implică și identificarea și descrierea celor mai probabile cauze pentru fiecare mod de defectare. Indiferent de tipul de sistem tehnic analizat (mecanic, electric etc.) se pot identifica următoarele cauze generice (Ion Verzea, G. P .Luca, op. cit.,ref.3):
- cauze interne materialelor (fenomenul de îmbătrânire a materialelor, componentă în "moarte subită", oboseala materialelor, uzura etc.);
- cauze asociate cu mediul de exploatare (șocuri, vibrații exterioare transmise sistemului, apă, praf, temperatură exterioară etc.);
- cauze legate de resursa umană în timpul exploatării  sau întreținerii (utilizare necorespunzătoare a echipamentelor, alimentare incorectă cu materii prime, control incorect al parametrilor etc.);
- cauze tehnice inerente fabricației/mentenanței echipamentului (defectări în desfășurarea procesului de fabricație, montare incorectă, reglare necorespunzătoare etc.);
- cauze legate de organizare (documentație tehnică incorectă/incompletă).

Cauzele defectărilor pot fi determinate prin analiza defectărilor în exploatare sau în timpul încercărilor, iar când proiectarea se referă la un produs nou, cauzele defectărilor pot fi stabilite pe baza opiniei experților.

## Efectele defectărilor
Efectul unei defectări este consecința unui mod de defectare, resimțită de utilizatorul sistemului analizat. Consecințele fiecărui mod de defectare asumat, asupra operării, funcționării sau stării sistemului trebuie să fie identificate, evaluate și înregistrate. Efectele defectării trebuie să se concentreze pe elementul specific din diagrama bloc care este afectat de defectarea considerată. Această defectare luată în considerare poate influența și nivelul de descompunere superior următor și în final, asupra celui mai înalt nivel analizat. Efectele defectărilor trebuie să ia în considerare obiectivele sistemului, cerințele de mentenanță și de personal, precum și siguranța sistemului.
Vor fi definite efectele "locale" ale defectării, care fac referire la efectele modului de defectare asupra elementului luat în considerare al sistemului. Scopul definirii efectelor "locale" este de a oferi o bază pentru evaluarea prevederilor de compensare și pentru recomandarea acțiunilor corective
Atunci când se identifică efectele finale, impactul unei defectări posibile asupra celui mai înalt nivel dintr-un sistem este definit și evaluat prin analiza tuturor nivelurilor intermediare. Efectul final poate fi rezultatul mai multor defectări ale mai multor elemente. De exemplu, defectarea unui dispozitiv de protecție/de siguranță are ca rezultat un efect final catastrofal, numai în cazul în care dispozitivul de protecție se defectează, iar funcția principală pentru care dispozitivul este reglat iese din limitele permise. Se recomandă ca aceste efecte finale care rezultă din defectări multiple să fie specificate în documentele de lucru ale AMDE.
Metode de detectare a defectărilor. Pentru fiecare mod de defectare, detectarea defectării poate fi realizată printr-un dispozitiv de alarmare vizuală sau sonoră, prin dispozitive de detectare automată, prin stabilirea unei proceduri de verificare specială, înainte de funcționarea sistemului sau prin inspecție în timpul activităților de mentenanță.
Pentru o AMDE de proiect detectarea ia în considerare cum, când și unde o deficiență de proiectare va fi identificată: prin revizuirea proiectului, prin analiză, prin simulare, prin încercări etc. Pentru o AMDE de proces detectarea ia în considerare cum, când și unde o deficiență în proces poate fi identificată și cu ce probabilitate de detectare, de exemplu, de către un operator, prin controlul statistic al procesului sau prin ultimele etape ale procesului.

## Clasificarea severității efectelor defectărilor
Severitatea (sau gravitatea) este o evaluare a impactului efectului unui mod de defectare asupra funcționării elementului. Clasificarea severității este stabilită pentru a oferi o măsură calitativă a celor mai rele consecințe potențiale care rezultă din erorile existente în proiect sau din defectarea sistemului. Clasificarea severității trebuie efectuată pentru fiecare mod de defectare identificat și pentru fiecare item analizat. 
Categoriile (clasele) de clasificare calitativă a severității (gravității) pentru efectele finale ale defectărilor  în cazul unui produs/sistem, compatibile cu standardul român SR EN 60812:2006 sunt definite astfel:
Categoria IV: mod de defectare catastrofal; poate provoca defectarea funcțiilor principale ale sistemului, pagube majore în sistem  și/sau răniri de persoane;
Categoria III: mod de defectare critic; poate produce defectarea funcțiilor principale ale sistemului, pagube severe, dar care nu conduce la răniri de persoane sau pierderi de vieți;
Categoria II: mod de defectare marginal; poate degrada potențial performanța sistemului, fără pagube majore, însă care produce pierderea disponibilității sistemului;
Categoria I: mod de defectare minor; poate degrada funcțiile sistemului, dar fără pagube în sistem; poate antrena necesitatea mentenanței sau reparațiilor neprogramate.
Prima prioritate trebuie acordată eliminării modurilor de defectare din categoriile IV (catastrofal) și III (critic).
Frecvența de apariție sau probabilitatea de apariție. Frecvența de apariție a fiecărui mod de defectare este dată de probabilitatea de apariție a defectului, generată la rândul ei de probabilitatea de apariție a unei cauze a defectării. Această frecvență de apariție poate fi estimată prin media timpului de bună funcționare MTBF. Cunoașterea frecvenței/probabilității de apariție permite să se evalueze criticitatea modului de defectare (în cadrul procedurii AMDEC). Pentru determinarea probabilității de apariție a modului de defectare este necesar să se dispună de date privind ratele de defectare (din bazele de date) și date asupra defectărilor în exploatare.

## Analiza modurilor de defectare, a efectelor și criticității acestora (AMDEC)
În principiu, AMDEC reprezintă o extensie a AMDE, cu deosebirea că AMDEC mai include și o analiză a criticității de apariție a defectelor.
Criticitatea este o măsură relativă a consecințelor unui mod de defectare și a frecvenței de apariție a acestuia. Conform standardului SR EN 60812:2006 (ref.4), criticitatea defectării este combinația dintre gravitatea unui efect și frecvența de apariție a acestuia.
Analiza criticității este o procedură prin care fiecare mod de defectare potențial, identificat, este clasificat conform cu influența combinată a clasificării severității și a probabilității de apariție a modului de defectare. Scopul unei analize de criticitate este de a cuantifica amploarea fiecărui efect al defectării, astfel încât cu o combinație între severitate și frecvența de apariție a efectului defectării să se poată stabili prioritățile pentru acțiunile de reducere sau minimizare a efectelor unor defectări.
În cazul în care se urmărește obținerea rapidă a unei analize de criticitate printr-un AMDEC simplificat, măsura unui risc potențial R se poate exprima  sub forma:
R = S×P     (1) 
unde S este un număr adimensional pentru severitate (gravitate) care estimează influența efectelor defectării asupra sistemului sau asupra operatorului sistemului; P - număr adimensional care indică probabilitatea de apariție (sau frecvența de apariție) a efectului final al defectării. Pentru AMDEC de proiect- produs aprecierea frecvenței de apariție a unei defectări poate fi făcută pe baza numărului de utilizări ale produsului.
În principiu, formula clasică utilizată pentru calculul unui număr de prioritate a riscului NPR/indice de criticitate (în engleză: Risk Priority Number (RPN)) include , suplimentar, un număr pentru detectarea defectării D, adică:
NPR = Severitatea (evenimentului)×Probabilitatea (apariției)×Detectarea (defectării)  ,
Așadar, numărul de prioritate a riscului este definit prin produsul matematic a trei indici:
NPR = S×O×D    (2) unde:
simbolul O indică probabilitatea de apariție a modului de defectare pentru o perioadă de timp predeterminată, acest indice fiind definit printr-o grilă de clasare proprie fiecărui domeniu; D - probabilitatea numerică subiectivă ca modul de defectare deja apărut să nu fie detectat (indice de non-detectare), înainte ca defectarea să ajungă la client. Tipurile de calcul al riscului potențial sau al numărului de prioritate a riscului sunt foarte frecvent folosite în industria de automobile, pentru analiza  proiectării de produse precum și pentru analiza proceselor de fabricație ale acestor produse. Trebuie precizat că nu există o formulă unică pentru calculul indicelui de criticitate, de unde apare posibilitatea de a aplica AMDEC într-un număr mare de domenii. 
Pentru abordarea cantitativă a analizei criticității se utilizează un număr de criticitate Ci a modului de defectare i, calculat cu relația: 
Ci =  λj×αi×βi×tj     (3) 
unde λj este rata de defectare a componentei j, stabilită din predicția corespunzătoare a fiabilității; αi este fracțiunea ratei de defectare a piesei, referitoare la modul de defectare i considerat, adică probabilitatea exprimată printr-o fracție zecimală ca elementul să "cadă" în  modul de defectare identificat i; dacă sunt listate toate modurile de defectare potențiale ale unei piese sau sistem, suma valorilor α pentru acea piesă este egală cu 1; βi -probabilitatea condițională ca efectul defectării să rezulte în clasarea identificată a criticității și piesa/sistemul să nu funcționeze ; tj - durata de funcționare pe durata totală predeterminată, utilizată pentru AMDEC, pentru care se evaluează probabilitatea, adică timpul de funcționare al componentei active.  
Matricea de criticitate permite aprecierea criticității sub aspect calitativ și oferă un mijloc de identificare și comparare a fiecărui mod de defectare cu toate celelalte moduri, în raport cu severitatea (gravitatea) estimată prin categoriile de severitate (I...IV), reprezentate în matrice pe axa sa orizontală. Nivelurile probabilității de apariție sunt reprezentate pe axa verticală a matricei, în ordine ascendentă. Matricea care rezultă evidențiază distribuția criticității modurilor de defectare ale piesei/echipamentului și oferă un instrument pentru determinarea priorităților acțiunilor corective.
Un exemplu pentru scara de notație a nivelurilor de probabilitate a apariției modurilor de defectare, cu punctaje de la 1 până la 5 (sau cu notații de la E la A), reprezentate pe axa verticală a matricei poate fi următorul:
-criticitate 1 sau E, improbabilă, cu probabilitate de apariție 0 ≤ Pi < 0,001
-criticitate 2 sau D, îndepărtată, cu probabilitate de apariție 0,001 ≤ Pi <0,01
-criticitate 3 sau C, ocazională, cu probabilitate de apariție 0,01 ≤ Pi < 0,1
-criticitate 4 sau B, probabilă, cu probabilitate de apariție 0,1 ≤ Pi < 0,2
-criticitate 5 sau A, frecventă, cu probabilitate de apariție  Pi ≥ 0,2
Indicele i este indicele modului de defectare. La diferite tipuri de AMDEC, în diferite domenii pot fi folosite și clasări diferite ale criticității.

## Aplicarea AMDE la un proces -PAMDE
Analog cu AMDE de proiect-produs se realizează AMDE de proces, simbolizată PAMDE. Se urmărește evidențierea defectelor posibile în proiectarea și desfășurarea proceselor de fabricație, precum și identificarea cauzelor și efectelor defectărilor. Pentru pregătirea AMDE de proces se parcurge următoarea succesiune de faze:
- definirea obiectivului procesului, referitor la produsul rezultat din etapele procesului;
- stabilirea etapelor/operațiilor succesive care compun procesul de fabricație;
- identificarea defectelor posibile din fiecare etapă/operație a procesului;
- evidențierea efectelor defectărilor potențiale asupra produsului care se va fabrica;
- descoperirea cauzelor potențiale ale defectărilor posibile în proces.

Probabilitatea de apariție a defectelor posibile în proces se bazează pe o scară de clasificare cu punctaje de la 1 până la 10, cu punctajul 1 indicând că defectul în procesul de fabricație nu va apărea, aproape sigur. Această estimare se bazează pe experiența anterioară cu procese similare, cu un grad ridicat de capabilitate. Dimpotrivă, punctajul 10 indică faptul că defectul în proces va apărea aproape sigur și va afecta operația următoare din proces, dacă nu se prevăd proceduri de control. Punctajul 10 reclamă să fie prevăzute acțiuni corective.
Probabilitatea de detectare a defectelor în proces se estimează după o scară de notație în care punctajul 1 indică faptul că modul potențial de defectare este improbabil să scape nedetectat în cursul desfășurării procesului, în timp ce punctajul 10 sugerează că este improbabil ca procedurile de control curente în proces să detecteze modul potențial de defectare a piesei ce se fabrică; în acest caz sunt necesare acțiuni de corecție.
După efectuarea unei AMDE de proces este foarte importantă existența unor proceduri documentate, deoarece personalul care lucrează în proces ar putea introduce variații semnificative în proces, lucrând ușor diferit de fiecare dată când procesul este desfășurat.

## Raportul de analiză AMDEC
În literatura de specialitate nu sunt prezentate formulare-tip de raport de analiză sau fișe de lucru specializate tip de analiză AMDEC. În orice situație se recomandă ca raportul să conțină o sinteză și o prezentare a analizei funcționale și a diagramelor funcționale care definesc structura sistemului/subsistemului analizat.
Este necesar ca în raport să se specifice elementele analizate, modurile de defectare și codurile lor corespunzătoare pentru elemente, cauzele defectărilor, efectele locale  și finale ale defectărilor, indicii de criticitate S,O,D, prevederi compensatorii împotriva defectărilor, acțiunile corective sau preventive (care vor fi aplicate pentru tratarea cauzelor). Efectele trebuie să se refere la efectele finale asupra sistemului. Este important ca toate elementele analizate să fie de la același nivel de descompunere ierarhică a sistemului.
Se recomandă ca sinteza analizei să conțină și o scurtă descriere a metodei de analiză și a nivelului la care aceasta a fost realizată. Suplimentar, este de preferat ca raportul să conțină următoarele liste:
a) moduri de defectare care conduc la efecte grave;
b) recomandări pentru proiectanți, serviciul de mentenanță, planificatori și utilizatori;
c) modificări în proiect care au fost deja încorporate pe parcursul desfășurării AMDEC;
d) efecte diminuate de modificările introduse în proiect.
Pe baza raportului de analiză AMDEC completat, se poate elabora un plan de măsuri de ameliorare a procesului de proiectare, inclusiv reducerea criticității defectelor produsului/sistemului în curs de proiectare.

## Avantajele AMDE
Procedura AMDE are o largă aplicabilitate, se poate utiliza în numeroase domenii. Câteva dintre avantajele AMDE sunt următoarele:
a) identificarea timpurie a erorilor în procesul de proiectare și tratarea  preventivă a defectărilor constatate;
b) ameliorarea proiectării în vederea creșterii fiabilității prin: prevederea de unități de rezervă (redundante), lipsa defectelor, selecția componentelor etc.;
c) prin elaborarea unei liste a modurilor potențiale de defectare și ierarhizarea lor se stabilesc prioritățile pentru îmbunătățirea dezvoltării produsului;
d) reducerea riscurilor de defectare în fazele de fabricație sau de instalare/exploatare ale produsului;
e) furnizarea modelului logic necesar pentru estimarea probabilității de apariție a modurilor de defectare în funcționarea sistemului, în vederea pregătirii analizelor de criticitate;
f) asigurarea faptului că programul de încercări din procesul de dezvoltare a produsului poate detecta modurile de defectare potențiale;
g) participarea la definirea aspectelor strategiei activităților de mentenanță generală preventivă; 
h) procedura este utilă în analiza preliminară a sistemelor sau a componentelor noi sau netestate. 

## Dezavantajele AMDE
a) AMDE este dependentă de o analiză funcțională efectuată de specialiști experimentați, deoarece "calitatea" descrierii funcțiilor pe toate nivelurile de descompunere ierarhică a sistemului influențează definirea modurilor de defectare.
b) AMDE este foarte eficace atunci când se aplică la analiza elementelor care generează defectarea totală a întregului sistem.
c) Relațiile dintre modurile de defectare considerate nu pot fi prezentate într-o AMDE, deoarece aceste moduri de defectare individuale sunt considerate ca fiind independente. Interacțiunile sunt mai bine modelate prin efectuarea unei analize prin arbore de defectare.
d) Altă limitare a AMDE constă în incapacitatea de a furniza o măsură a fiabilității globale a sistemului.
e) În cazul sistemelor complexe care au funcțiuni multiple și comportă un număr mare de componente, analiza AMDE poate fi totuși foarte dificil de aplicat. Aceasta se explică prin volumul enorm de informații detaliate asupra sistemului care se studiază. Această dificultate poate fi chiar sporită dacă există mai multe moduri de operare posibile ale sistemului.
f) Consecințele  erorilor umane nu sunt studiate, de obicei, în cursul desfășurării AMDE. Erorile umane survin în general în cursul funcționării secvențiale a sistemelor. În consecință, pentru studierea influenței acestora se impun metode ca de exemplu analiza cauze-consecințe. Totuși, AMDE permite să se descopere componentele cele mai vulnerabile la erori umane. 

## Legături externe
- Stamatis, D.H. Failure mode and effects analysis: FMEA from theory to execution. 2nd ed. Milwaukee, WI: ASQ Quality Press, 2003

## Vezi și
- Fiabilitate
- Mentenanță
- PPAP